# Istenszülő születése templom (Nagyhalmágy)
A nagyhalmágyi Istenszülő születése templom műemlékké nyilvánított épület Romániában, Arad megyében. A romániai műemlékek jegyzékében az  AR-II-m-B-00609 sorszámon szerepel.